# Новотроїцьке (Мішкинський район)
Новотро́їцьке (рос. Новотроицкое, башк. Яңы Троицкий) — село у складі Мішкинського району Башкортостану, Росія. Адміністративний центр Новотроїцької сільської ради.
Населення — 450 осіб (2010; 536 у 2002).
Національний склад:
- росіяни — 97 %